# Филлипс, Питер Марк Эндрю
Питер Марк Эндрю Филлипс (англ. Peter Mark Andrew Phillips; род. 15 ноября 1977, Паддингтон, Лондон, Великобритания) — член британской королевской семьи, первый ребёнок и единственный сын принцессы Анны и её первого мужа, капитана Марка Филлипса, 19-й в линии наследования престола. Старший из племянников короля Карла III.

## Биография
Питер Филлипс родился 15 ноября 1977 года в больнице святой Марии в Лондоне. Он стал первым внуком царствовавшей тогда королевы Елизаветы II и пятым в линии наследования британского престола. В честь рождения ребёнка орудия Лондонского Тауэра дали 41 залп. Королева в тот день должна была проводить церемонию в тронном зале Букингемского дворца для нескольких сотен человек, но после звонка Марка Филлипса о рождении мальчика впервые в жизни опоздала на десять минут. Присутствующим она сообщила: «Мне только что позвонили из больницы. Моя дочь родила сына, и теперь я бабушка». Крестили Питера в Музыкальной комнате Букингемского дворца 22 декабря 1977 года. Церемонию провёл архиепископ Кентерберийский, крёстными родителями стали принц Чарльз (дядя), Джоффри Тиаркс (епископ и родственник отца Питера), капитан Хеймич Лохор, леди Сесил Кэмерон и Джейн Холдернесс-Роддэм.
Питер стал первым внуком монарха, не получившим титула. В 1981-м году родилась его сестра Зара. Кроме того, у Питера есть две единокровных сестры: Фелисити (от любовницы отца) и Стефани (от второй жены).
Окончив школу в Дорсете, Филлипс отправился на год в Сидней, где работал в спортивной компании. Затем он вернулся в Британию, в 2000 году окончил Эксетерский университет с дипломом в области спортивных наук, в последующие годы работал менеджером по продажам автомобилей «Ягуар», менеджером команды «Формулы-1» «Уильямс», сотрудником Королевского банка Шотландии. В марте 2012 года Филлипс уволился.
Известно, что после смерти своей прабабки, королевы-матери Елизаветы, Филлипс унаследовал около 1 миллиона фунтов стерлингов. В 2016 году он организовал торжественный обед в честь 90-го дня рождения королевы, а также парад и пикник на 10 000 гостей.

## Личная жизнь
В начале 2000-х годов Филлипс два года встречался с богатой наследницей Элизабет Айорайо, затем четыре месяца — со стюардессой Тарой Свейн. В 2003 году он познакомился с Отэм Келли, консультантом по бизнесу из Канады. 28 июля 2007 года было объявлено о помолвке, 17 мая 2008 года в капелле святого Георгия в Виндзорском замке прошло венчание. Келли перед этим перешла из католичества в англиканскую веру. Вскоре после свадьбы супруги дала интервью журналу «Хелло», за которое им заплатили около 500 000 фунтов стерлингов, и это вызвало определённое недовольство в кругах, близких к королеве.
29 декабря 2010 года родилась первая дочь Филлипсов Саванна Анна Кэтлин, ставшая первой правнучкой Елизаветы II. 29 марта 2012 года родилась вторая дочь, Айла Элизабет.
11 февраля 2020 года Филлипсы официально сообщили, что не живут вместе с 2019 года и планируют развод. Брак был расторгнут 14 июня 2021 года. В 2021—2024 годах Марк Филлипс встречался с Линдси Уоллес, в июне 2024 года он представил королю Карлу III и королеве Камилле свою новую спутницу, медсестру и писательницу Харриет Сперлинг (в девичестве Сандерс).